# Peperomia santanderana
Peperomia santanderana är en pepparväxtart som beskrevs av Trel. & Yunck.. Peperomia santanderana ingår i släktet peperomior, och familjen pepparväxter. Inga underarter finns listade i Catalogue of Life.